# Nikolay Kirov
Nikolay Ivanovich Kirov (Николай Иванович Киров; Streshin, Gomel, Bielorrússia, 22 de novembro de 1957) é um antigo atleta soviético, nascido na então República Socialista Soviética da Bielorrússia. Competiu principalmente na prova de 800 metros, na qual obteve a medalha de bronze nas Olimpíadas de Moscovo em 1980. Também foi vice-campeão europeu de 1500 metros, em 1982.